# سفارة اليابان في الصين
سفارة اليابان في الصين هي أرفع تمثيل دبلوماسي لدولة اليابان لدى الصين. تقع السفارة في شاويانغ وهي تهدف لتعزيز المصالح اليابانية في الصين.

## وصلات خارجية
- الموقع الرسمي
- قائمة سفارات اليابان
- قائمة السفارات في الصين